# Copernic (Retour vers le futur)
 (octobre 2015).
Si vous disposez d'ouvrages ou d'articles de référence ou si vous connaissez des sites web de qualité traitant du thème abordé ici, merci de compléter l'article en donnant les références utiles à sa vérifiabilité et en les liant à la section « Notes et références ».
Pour les articles homonymes, voir Copernic (homonymie).
Copernic est, dans la trilogie Retour vers le futur, le chien de berger de Doc Brown en 1955. Son âge est inconnu, bien qu'il soit petit et susceptible d'avoir un âge bas pour un chien. Ce même chien joue Copernic dans chacun des films (à part le 2), et avec un petit laps de temps entre la réalisation du premier et troisième film. C'est lui qui découvre la tombe de Doc en 1955. Il est le dernier d'un grand nombre de chiens de Doc au nom de célèbres scientifiques, dans ce cas Nicolas Copernic.
On ignore son lien de parenté avec Einstein. Il lui ressemble comme deux gouttes d'eau sauf qu'il est plus petit. Il s'agit peut-être de son père, mais la plupart des fans se disent qu'il s'agit en fait d'Einstein en 1955 (qui aurait donc changé de nom par la suite). En effet, Copernic, en 1955, est petit et Einstein, en 1985, est plutôt grand.